# Klaartje Theunis
Marie-Claire (Klaartje) Theunis (Leuven, 31 augustus 1970) is een Belgisch bestuurder.

## Levensloop
Theunis was werkzaam bij Zorgnet Vlaanderen als stafmedewerker. Bij deze organisatie groeide ze vervolgens door tot directeur ouderenzorg. 
In 2015 volgde ze Wim Moesen op als voorzitter van de werkgeversorganisatie Verso. In 2017 ging ze aan de slag als kabinetschef van Vlaams minister van Welzijn, Volksgezondheid en Gezin, Jo Vandeurzen (CD&V). Deze functie was niet verenigbaar met het voorzitterschap van Verso en daarom nam ze ontslag als voorzitter. Ze werd in deze hoedanigheid opgevolgd door Tim Vannieuwenhuyse. Daarna startte ze als kabinetschef van Vlaams minister van Welzijn, Volksgezondheid, Gezin en Armoede, Wouter Beke (CD&V).  In 2020 keerde ze terug naar Zorgnet-Icuro waar ze de functie van directeur Personeel&Organisatie en Vlaamse sociale bescherming vervult.  